# سید حمزه امینی
سید حمزه امینی نمایندهٔ دورهٔ دهم و  یازدهم مجلس شورای اسلامی از حوزهٔ انتخابیهٔ هشترود و چاراویماق در استان آذربایجان شرقی است. وی با کسب ۱۵٬۰۵۸ رای از مجموع ۵۴٬۷۴۷ آرای درست معادل ۲۷٫۵۰٪ درصد آرا به مجلس راه پیدا کرد.
در دوره یازدهم مجلس نیز مورخ ۹۸/۱۲/۰۲ با کسب اکثریت ارا نماینده شد